# Теорія брехні
Теорія брехні (англ. Lie to Me, досл. «Збреши мені») — американський телесеріал, прем'єрний показ якого відбувся на телеканалі Fox 21 січня 2009 року. Зйомки серіалу проводили в Лос-Анджелесі, штат Каліфорнія. За сюжетом Доктор Кел Лайтман і його колеги виконують завдання третіх сторін (здебільшого місцевих та федеральних правоохоронних органів), а також допомагають у розслідуваннях, знаходячи правду через застосування психології: інтерпретуючи міміку обличчя людини і мову тіла. Персонаж Доктора Лайтмана оснований на роботі Пола Екмана, хоча серіал розпочинається з заяви, що жодні реальні особи не є прототипами героїв Теорії брехні.
Перший сезон, демонстрація якого розпочалася 21 січня 2009 року на американському телеканалі FOX, містить 13 серій. До другого сезону увійшли 22 серії, дебют першої серії відбувся 28 вересня 2009. Трансляція була призупинена у грудні 2009 року. Вона була відновлена 7 червня 2010 року.
Популярність серіалу змусила керівництво телеканалу Fox продовжити знімання ще на один сезон, який вийшов на телеекрани 4 жовтня 2010 року. Серіал «Теорія брехні» був офіційно закритий телеканалом FOX 11 травня 2011 року, за офіційною версією через низькі рейтинги (рейтинги серіалу значно знизилися у порівнянні з першим сезоном — 5,5 млн проти 11 млн глядачів).

## Сюжет

### 1 сезон
Доктор Лайтман майстер у розпізнаванні брехні. Він добре знає те, що брехуна можна визначити за допомогою мікроміміки, яку людина не має можливості свідомо контролювати. Це може бути будь-який жест або ж випадкове слово. Щоб виявити обман, необхідно бути дуже уважним до кожної дрібниці.
Свою здатність розпізнавати брехню головний герой використовує в діяльності. Доктор Лайтман разом зі своїми колегами застосовують власні знання при розслідуванні справ. Ці люди можуть врятувати життя людині, помилково звинуваченій у злочині. Також вони визначають того, хто щось недоговорює правоохоронним органам.
У Лайтмана є своє агентство Lightman Group, до якого за допомогою нерідко звертаються агенти ФБР, люди з уряду. Серед клієнтів доктора Лайтмана були навіть глави держав. Справді, головний герой робить добру справу. Але чи дає вона йому задоволення? Адже нелегко жити в світі, про який ти постійно знаєш всю правду.

### 2 сезон
Доктор Лайтман, як і раніше, очолює Lightman Group, проте кредит, який він бере, щоб його дружина не забрала їх дочку Емілі в Чикаго, ставить під сумнів фінансове майбутнє компанії. Його помічниця Джилліан Фостер легко справляється зі своїм розлученням, відчуваючи себе набагато краще, ніж під час шлюбу. Проте заплутані справи, що вимагають, щоб на них пролили світло, не будуть чекати. Та й ФБР вимагає продовження розслідувань.
У другому сезоні геніальному доктору Келу Лайтману доведеться зустрітися з не менш геніальним студентом-психопатом, причетним до зникнення дівчат; стати заручником божевільного чоловіка, який просить довести, що він не зв'язаний з убивством своєї дружини; побувати на секретній місії в Афганістані і навіть в Лас-Вегасі на відкритті чемпіонату з покеру.
У пошуках нового інвестора доктор Фостер звертається за допомогою до однієї з клієнток Lightman Group, багатої вдови на ім'я Клара. Здається, що жінка зацікавлена не тільки діяльністю Лайтмана, але і ним самим.

### 3 сезон
Труднощі з дочкою-підлітком, постійні проблеми з колишньою дружиною і дивні відносини з партнером по бізнесу і просто другом — це те, що має пережити доктор Кел Лайтман у третьому сезоні.
Під час виконання одного із завдань групи Лайтмана, агенту Рейнольдсу добре дістається і його госпіталізують з вогнепальним пораненням. Лайтман відмовляється бути «на побігеньках» у ФБР, проте вони не збираються так просто здаватися, оскільки, у них є багато інформації на доктора Лайтмана з його далекого минулого.
У третьому сезоні «Теорії брехні» ставки зростають. Лайтман візьме участь у збройному пограбуванні банку, розбереться з корумпованим власником вугільної шахти, а також стане одним з пацієнтів психіатричної лікарні.
У гру також вступить співробітниця поліції — детектив Валовські, яка допомагатиме Лайтману з інформацією щодо його справ в обмін на невеликі послуги. Однак, на перший погляд, їх відносини можуть здатися не лише професійними.

## Персонажі

### Команда доктора Лайтмана
| Актор         | Персонаж |
| ------------- | --- |
|               | Доктор Лайтман — головний у світі спеціаліст по визначенню брехні і обману; вчений, який вивчає міміку обличчя і мову тіла для визначення не тільки самого факту брехні, а й її причин. Лайтман очолює групу експертів «The Lightman Group», які допомагають Федеральному Агентству Судових Рішень, державним органам і місцевій поліції у вирішення найскладніших випадків. Лайтман може визначити, коли людина каже правду чи бреше, на основі аналізу її поведінки: міміки обличчя, рухів тіла, голосу і мови. Якщо хтось поверне руку, поворухне плечем, підійме нижню губу або доторкнеться до шиї — це вкаже Лайтману на те, чи говорить людина правду. Аналізуючи міміку, він може зрозуміти, що відчуває людина в цей момент — від прихованого невдоволення до сексуального потягу і ревнощів. Проте Лайтман розуміє, що його здібності — це одночасно і дар, і прокляття. Він бачить брехню завжди, навіть коли цього не хоче. І це негативно відбивається на його особистому житті. |
| Келлі Вільямс | Доктор Джилліан Фостер — спеціаліст з психології та психіатрії в команді Лайтмана. Йому потрібні її здібності для розуміння поведінки людей, неважливо усвідомлює він це чи ні. У Джилліан з Келом є договір: не втручатися в особисте життя один одного за допомогою професійної майстерності. Так що, коли Кел бачить, що чоловік Алек обманює її, він просто ігнорує це. Однак, Джилліан та Алек розлучилися, коли вона зрозуміла, що він знову почав приймати кокаїн. |
|               | Ілай Локер — провідний дослідник в команді Лайтмана, якому настільки неприємна брехня, що він живе за власним принципом «абсолютної чесності». Він завжди говорить те, що думає, і, природно, часто розплачується за це. На відміну від Торрес, яку Лайтман називає «природною», Локер отримав свої навички з «читання» людей через академічну освіту і практику. |
|               | Ріа Торрес — новий експерт в команді Лайтмана. Вона одна з небагатьох, у кого від народження є дар визначати неправду й обман, і тому доктор Лайтман називає її «природною». Щоправда її здібності «читати людей» поки що не розвинені належною мірою, і вона змушена за це розплачуватися. |

### Другорядні ролі
| Актор            | Персонаж |
| ---------------- | --- |
|                  | Емілі Лайтман — дочка-підліток Лайтмана. Вона знаходиться під спільною опікою батьків. І хоча їй не подобається здатність батька «читати» її, вона не заперечує його заслуг для суспільства. Іноді вона демонструє талант «читання» людей, навіть свого батька. У пілотній серії роль Емілі мала виконувати актриса Кей Панабейкер. Пізніше епізод був перезнятий, роль Емілі віддали Хейлі МакФарланд. |
|                  | Бен Рейнолдс — агент ФБР, призначений допомагати групі Лайтмана у розслідуваннях і забезпечувати їм захист. На відміну від інших членів команди, має різкий підхід до підозрюваних. |
|                  | Зоя Ландау — «екс-дружина» Кела Лайтмана і мати Емілі. Вона працює помічником генерального прокурора та інколи допомагає Лайтману у його розслідуваннях. |
|                  | Детектив Шерон Валловскі — поліцейська, яка допомагала Лайтману у 3 сезоні. |
|                  | Алек Фостер — колишній чоловік Джилліан Фостер, який працює в Державному департаменті США. Він і Джилліан розлучилася через наркотичну залежність Алека. |
| Шон Патрік Томас | Спеціальний агент Карл Дюпрі — спочатку допомагав групі Лайтмана, коли команду запросили на весілля, щоб запобігти можливому замаху на посла Південної Кореї. Через певний час Торрес і Дюпрі почали зустрічатися. |

## Прототип Кела Лайтмана
Прототипом головного героя, Кела Лайтмана, а також консультантом серіалу, став професор психології Каліфорнійського університету Пол Екман. Пол майже сорок років вивчає «теорію брехні» за допомогою розшифровування міміки обличчя. І саме Екман переконав Тіма Рота зіграти у серіалі «Теорія брехні». Його послугами користуються не лише відомі політики, підприємці та керівники компаній, але й різноманітні міністерства та агентства федерального уряду США.
Він автор 14 книг на тему викриття брехні. Найвідоміша — «Психологія брехні» (англ. «Telling Lies»), в якій описана теорія виявлення обману за допомогою мікровиразів, зміни голосу, по вегетативним ознаками (рум'янець, піт, прискорене дихання) тощо.
Серіал стає зрозумілішим після прочитання книги, бо у ній детально описанні такі ознаки обману як ілюстрації, маніпуляції та інші. Історія Мері, яку у серіалі показано як історію самогубства матері доктора Лайтмана, насправді сталася в реальності і саме цей випадок у психіатричній практиці послужив початком дослідницької діяльності Пола Екмана.
Зараз Пол Екман очолює «Paul Ekman Group» — невелику компанію, яка займається розробкою методик та навчальних пристроїв у сфері визначення емоцій та мікровиразів.
У 2009 році журнал Time заніс Пола Екмана до списку 100 найвпливовіших людей світу.

## Схожість із серіалом«Доктор Хаус»
Серіал «Теорія брехні» відразу був розкритикований за деяку схожість сюжету з серіалом «Доктор Хаус», що вийшов також на телеканалі FOX. Головний герой Тіма Рота вважає, що всі люди брешуть, що збігається з відомою фразою доктора Хауса (Г'ю Лорі) «everybody lies» («всі брешуть»). І в «Теорії брехні», і в «Докторі Хаусі» люди, які звертаються по допомогу, постійно обманюють або недоговорюють, що суттєво заважає розслідуванню. Головну роль в обох серіалах виконують британські актори (Тім Рот і Г'ю Лорі). Герої мають ступені докторів наук у своїй сфері, ходять неголеними та є геніями у своїй царині.
Проте серіали мають безліч відмінностей. Якщо у серіалі про Хауса епізоди розвиваються по подібних сценаріях, то у «Теорії брехні» кожна серія має свій відмінний сюжет, ніяких термінів, лише міміка, жести та поведінка. Також багато уваги приділяється кожному члену команди. У серіях з'являються персонажі, які ніяк не пов'язані з основним сюжетом, але беруть участь у розслідуваннях.

## Список епізодів
| Сезон   | Сезон   | Кількість епізодів | Прем'єра        | Останній показ |
| ------- | ------- | ------------------ | --------------- | -------------- |
| Сезон 1 | Сезон 1 | 13                 | 21 січня 2009   | 13 травня 2009 |
| Сезон 2 | Сезон 2 | 22                 | 28 вересня 2009 | 30 серпня 2010 |
| Сезон 3 | Сезон 3 | 13                 | 4 жовтня 2010   | 31 січня 2011  |

| 1. Пілотна серія (Pilot) 2. Моральне виправдання (Moral Waiver) 3. Відмінна оцінка (Perfect Score) 4. Кохання назавжди (Love Always) 5. Звільнення (Unchained) 6. Не нашкодь (Do No Harm) 7. Найкраща політика (The Best Policy) 8. Розпусні серця (Depraved Heart) 9. Життя безцінне (Life Is Priceless) 10. Найдорожча половина (The Better Half) 11. Під прикриттям (Undercover) 12. Осліплені (Blinded) 13. Жертва (Sacrifice) | 1. До самої суті (The Core of It) 2. Істина чи наслідки (Truth or Consequences) 3. Регулюючий фактор (Control Factor) 4. Мила моя (Honey) 5. Тяжкі тілесні ушкодження (Grievous Bodily Harm) 6. Невідвертості (Lack of Candor) 7. Чорна п'ятниця (Black Friday) 8. Потаємний Санта (Secret Santa) 9. Фолд Еквіті (Fold Equity) 10. Тракторист (Tractor Man) 11. Обійти диявола (Beat the Devil) 12. Шістнадцятирічна (Sweet Sixteen) 13. Чиста правда (The Whole Truth) 14. Реакція на контакт (React to Contact) 15. Вчитель та учні (Teacher and Pupils) 16. Правопорушниця (Delinquent) 17. Кулею в топ (Bullet Bump) 18. Стальний зажим (Headlock) 19. Щуролов (Pied Piper) 20. Розкритий (Exposed) 21. День і ніч (Darkness And Light) 22. Чорне і біле (Black And White) | 1. В боргах (In the Red) 2. Перша особа множини (The Royal We) 3. Брудна вірність (Dirty Loyal) 4. Двічі сліпий (Double Blind) 5. Спів канарки (The Canary's Song) 6. Неймовірно (Beyond Belief) 7. Вероніка (Veronica) 8. Витіснення (Smoked) 9. Богодільня (Funhouse) 10. Відлуння (Rebound) 11. Врятована (Saved) 12. Викрадення (Gone) 13. Вбивчий додаток (Killer App) |

## Саундтрек

### Головна тема серіалу
| #  | Назва                       | Тривалість |
| -- | --------------------------- | ---------- |
| 1. | «Ryan Star — Brand New Day» | 3:10       |

### 1 сезон[15]
| #   | Назва                                                | Тривалість |
| --- | ---------------------------------------------------- | ---------- |
| 1.  | «Ruby Rough — Smooth Predator» (1 серія)             | 4:43       |
| 2.  | «Aqualung — Easier to Lie» (1 серія)                 | 3:21       |
| 3.  | «The Black Keys — Lies» (3 серія)                    | 3:57       |
| 4.  | «Joshua Radin — I’d Rather Be With You» (4 серія)    | 2:49       |
| 5.  | «Johnny Cash — Unchained» (5 серія)                  | 2:53       |
| 6.  | «Ryan Adams — Wonderwall» (6 серія)                  | 4:09       |
| 7.  | «Drive-By Truckers — 3 Dimes Down» (7 серія)         | 3:20       |
| 8.  | «Blind Pilot — The Story I Heard» (8 серія)          | 4:33       |
| 9.  | «David Starfire — Indian Fever» (8 серія)            | 4:11       |
| 10. | «Fink — This Is the Thing» (9 серія)                 | 4:32       |
| 11. | «Crowded House — Four Seasons In One Day» (10 серія) | 2:48       |
| 12. | «It Hugs Back — Forgotten Song» (11 серія)           | 4:01       |
| 13. | «Joseph Arthur — Walk Away» (11 серія)               | 3:16       |
| 14. | «Leonard Cohen — Who By Fire?» (13 серія)            | 2:34       |

### 2 сезон[16]
| #   | Назва                                                                                        | Тривалість |
| --- | -------------------------------------------------------------------------------------------- | ---------- |
| 1.  | «Bijou — Bang!» (2 серія)                                                                    | 3:26       |
| 2.  | «Lloyd Banks — Hands Up» (2 серія)                                                           | 3:52       |
| 3.  | «Mark Lanegan — Kingdoms of Rain» (2 серія)                                                  | 3:23       |
| 4.  | «Maleco Collective — Yo Soy la Voz» (3 серія)                                                | 3:19       |
| 5.  | «Donavon Frankenreiter — Sing a Song» (3 серія)                                              | 3:52       |
| 6.  | «The Far East Movement — I Party (feat. Iz and DB Tonic)» (6 серія)                          | 4:49       |
| 7.  | «The XX — VCR» (7 серія)                                                                     | 2:57       |
| 8.  | «Eartha Kitt — Santa Baby» (8 серія)                                                         | 3:23       |
| 9.  | «Brandon Wilde — Silent Night» (8 серія)                                                     | 2:11       |
| 10. | «Thunderball — Heart of the Hustler» (9 серія)                                               | 5:38       |
| 11. | «Blackthorne — Hard Feelings» (9 серія)                                                      | 4:44       |
| 12. | «Thunderball — Get Up With the Get Down» (9 серія)                                           | 3:43       |
| 13. | «Brendan Hines — White Lie» (10 серія)                                                       | 1:42       |
| 14. | «Boston Symphony Orchestra — Vivaldi Concerto No.4 Op.8 in F Minor, III. Allegro» (11 серія) | 2:50       |
| 15. | «Sonny Rollins — Tenor Madness» (16 серія)                                                   | 7:50       |
| 16. | «Matt Pond PA — First Light» (16 серія)                                                      | 3:57       |
| 17. | «Hampton Hawes — The Sermon» (17 серія)                                                      | 3:42       |
| 18. | «Neko Case — I’m an Animal» (17 серія)                                                       | 2:21       |
| 19. | «Simon Lynge — Full Speed» (20 серія)                                                        | 3:53       |
| 20. | «These United States — First Sight» (20 серія)                                               | 3:01       |
| 21. | «Soul P — Another Day» (21 серія)                                                            | 3:46       |
| 22. | «The Phenomenal Handclap Band — Baby» (21 серія)                                             | 4:12       |
| 23. | «Lavender Diamond — I’ll Never Lie Again» (21 серія)                                         | 3:29       |

### 3 сезон[17]
| #   | Назва                                                       | Тривалість |
| --- | ----------------------------------------------------------- | ---------- |
| 1.  | «Blackie — Folsom Prison Blues» (1 серія)                   | 4:37       |
| 2.  | «The Black Keys — These Days» (3 серія)                     | 5:11       |
| 3.  | «John Lee Hooker — I’m In the Mood» (3 серія)               | 4:28       |
| 4.  | «Jabe — Cold Cold Wind» (5 серія)                           | 4:46       |
| 5.  | «Al Hibbler — This Love Of Mine» (5 серія)                  | 3:08       |
| 6.  | «Antonio Carlos Jobim — Waters of March» (7 серія)          | 3:35       |
| 7.  | «Solomon Burke — Cry to Me» (8 серія)                       | 2:31       |
| 8.  | «The Jam — Going Underground» (9 серія)                     | 2:55       |
| 9.  | «The Jam — Mr. Clean» (9 серія)                             | 3:31       |
| 10. | «Kevin and The Octaves — We Ain’t Got Far To Go» (13 серія) | 3:08       |

## Критика
Серіал, переважно, отримав позитивні відгуки від телевізійних критиків. Він отримав 64 бала зі 100 на сайті Metacritic.

### Відгуки в ЗМІ
'Washington Post' (90/100):
Теорія брехні, здається, надзвичайно насиченою, вдумливою і такою, що наводить на роздуми — ще одна кримінальна драма, так, але з різкою і гіпнотичною відмінністю. Поєднання вищесказаного з першокласною постановкою зробили цей серіал одним з найкращих у цьому сезоні.

Том ШулсОригінальний текст (англ.)
 Lie to Me seems an unusually meaty, thoughtful and thought-provoking crime drama – another police procedural, yes, but one with a dramatic and mesmerizing difference. The strength of the premise combined with first-class production make this easily one of the season's best new shows.

Tom Shales
Miami Herald (80/100):
Рот грає дуже дотепного героя, таємниці ретельно сплановані, а більшість дій в шоу відбуваються в офісі, де бос може вивідати всі секрети.

Гленн ГарвінОригінальний текст (англ.)
Roth makes for a tartly witty hero, the mysteries are intricately plotted, and the show makes the most of the weird dynamics of an office where the boss can ferret out everybody's secrets.  

Glenn Garvin
'The New York Times' (80/100):
Існує приваблива зухвалість шоу заснована на частині роботи пов'язаної з серйозною наукою.

Джинія БеллафантіОригінальний текст (англ.)
There is an appealing cheekiness to the show’s insistence on dressing up hunch work as the purview of serious science.

Ginia Bellafante
Salon (80/100):
Гаразд, добре, так можливо пілот огортає вас типовою атмосферою мелодрами. З іншої сторони, все-таки, Теорія брехні є повністю розважальною і чарівною передачею, з її миловидними персонажами.

Гетер ГаврілскіОригінальний текст (англ.)
OK, fine, so maybe the pilot does wrap up with your typical teary-eyed confession. Otherwise, though, Lie to Me is as thoroughly entertaining and charming as its fine-looking cast of characters. 

Heather Havrilesky
Pittsburgh Post-Gazette (80/100):
Лайтман Рота далеко не скнара, як Доктор Хаус (Г'ю Лорі), не дуже він і веселий, але Теорія брехні має всі задатки прекрасного процедурального шоу для глядачів.

Роб ОвенОригінальний текст (англ.)
Roth's Lightman is not nearly the curmudgeon Dr. House (Hugh Laurie) is, nor is he as entertaining, but Lie to Me has the makings of a fine procedural for viewers. 

Rob Owen
'Chicago Tribune' (75/100):
Це рішуча спроба, добре розвинута драма: він ризиковий і заплутаний в сфері моралі, як «Хаус» в перших кількох сезонах.

Морін РайанОригінальний текст (англ.)
This is a crisply shot, well-paced drama: It could venture into the darker and knottier realms of morality, as “House” did in its first few seasons. 

Maureen Ryan
'Time' (75/100):
Пілотна серія Теорії брехні є жвава, антропологічно весела.

Джеймс ПонівозікОригінальний текст (англ.)
Lie to Me's pilot is brisk anthropological fun. 

James Poniewozik
'Entertainment Weekly' (67/100):
Теорія брехні є похідним серіалом, але добре продуманим; передбачуваним, але все-таки новим.

Кен ТакерОригінальний текст (англ.)
Lie to Me is derivative yet well crafted; predictable yet ever-so-slightly novel.

Ken Tucker
Chicago Sun-Times (63/100):
Я б збрехав, якби сказав, що Теорія брехні не буде старіти швидко.

Міша ДевенпортОригінальний текст (англ.)
I’d be lying if I said I thought Lie to Me won’t get old fast. 

Misha Davenport
Orlando Sentinel (50/100):
Для мене Теорія брехні Фокса — серіал про блискучого експерта з брехні, дуже передбачувана.

Гел БойдекерОригінальний текст (англ.)
I found Fox's Lie to Me, about a brilliant deception expert, to be predictable. 

Hal Boedeker
'PopMatters' (50/100):
Теорія брехні — це добре оформлені інтер'єри, абсолютно шаблонні сценарії і знайомі характери.

Синтія ФуксОригінальний текст (англ.)
Lie to Me offers well-designed interiors, utterly formulaic scripting, and familiar characters. 

Cynthia Fuchs
New York Magazine (40/100):
Показ слабкий, і часто помилковий, і напханий ТБ-кліше, але наука дуже весела, і я не здивуюся, якщо це великий успіх.

Емілі НассбаумОригінальний текст (англ.)
The show is slack and often phony and stuffed with TV clichés, but the science is wildly fun, and I wouldn’t be surprised if it’s a big hit. 

Emily Nussbaum

### Критика від сайтуRotten Tomatoes[26]
Він страждає від схожості з іншими подібними кримінальними серіалами, особливо, через його сценарій та схожість персонажів, але час перегляду Теорії брехні по телебаченню є відносно веселим.Оригінальний текст (англ.)
It suffers from similarities to other like-minded procedurals, particularly in its writing and characters, but Lie to Me is a relatively fun hour of television with a novel premise.

## Рейтинги
У Сполучених Штатах пілотну серію дивилися близько 12,37 мільйонів глядачів, а фінал першого сезону — 8,46 мільйонів. Найпопулярнішим епізодом першого сезону стала «Відмінна оцінка», яку переглянули 12,99 мільйонів глядачів. Кількість глядачів надалі почала скорочуватися з кожною наступною серією. 28 вересня 2009 року прем'єру другого сезону дивилося 7,73 мільйонів глядачів. До фіналу другого сезону кількість глядачів зменшилася до 4,94 мільйонів. Кількість глядачів третього сезону в середньому склала 6,71 мільйонів.
| Сезон   | Сезон   | Кількість епізодів | Прем'єра        | Останній показ | Місце в рейтингу | Середня кількість глядачів (в мільйонах) | Канал |
| ------- | ------- | ------------------ | --------------- | -------------- | ---------------- | ---------------------------------------- | ----- |
| Сезон 1 | Сезон 1 | 13                 | 21 січня 2009   | 13 травня 2009 | № 29             | 11,06                                    | FOX   |
| Сезон 2 | Сезон 2 | 22                 | 28 вересня 2009 | 30 серпня 2010 | № 57             | 7,39                                     | FOX   |
| Сезон 3 | Сезон 3 | 13                 | 4 жовтня 2010   | 31 січня 2011  | № 78             | 6,71                                     | FOX   |

## Нагороди

### Прайм-тайм премія «Еммі»
- 2009: Найкращий дизайн титрів (номінація)

### Вибір народу
- 2011: Улюблена кримінальна драма ТБ (перемога)
- 2011: Улюблений борець зі злочинністю (Тім Рот, перемога)

## Показ в різних країнах світу
Серіал «Теорія брехні» транслювали в 70 країнах світу:
| Країна                   | Канал                                      |
| ------------------------ | ------------------------------------------ |
| Албанія                  | Digi +                                     |
| Аргентина                | Fox                                        |
| Арабський світ           | Fox                                        |
| Австралія                | Network Ten, W Channel                     |
| Австрія                  | ATV                                        |
| Бельгія                  | 2BE, RTL-TVI                               |
| Бразилія                 | Fox, Rede Record                           |
| Болгарія                 | bTV Cinema                                 |
| Велика Британія          | Sky1, Pick TV, Universal Channel           |
| Венесуела                | Fox                                        |
| В'єтнам                  | VTV6                                       |
| Вірменія                 | Kentron TV                                 |
| Гаїті                    | Canal Bleu                                 |
| Гондурас                 | Fox                                        |
| Грузія                   | Rustavi 2                                  |
| Данія                    | TV2                                        |
| Домініканська республіка | Fox                                        |
| Еквадор                  | Fox Broadcasting Company                   |
| Естонія                  | TV3                                        |
| Ісландія                 | Stöð 2                                     |
| Іспанія                  | Antena3                                    |
| Індія                    | STAR World                                 |
| Індонезія                | Fox, Rajawali Televisi                     |
| Ірландія                 | RTÉ Two                                    |
| Ізраїль                  | Yes Stars Action                           |
| Італія                   | Fox, Rete 4, Top Crime                     |
| Колумбія                 | Fox, Caracol Television                    |
| Коста-Рика               | Fox                                        |
| Канада                   | Global Television Network, V               |
| Казахстан                | KazTRK                                     |
| Куба                     | Multivisión                                |
| Латвія                   | TV3, TV3+, TV6, Fox Life                   |
| Литва                    | TV3                                        |
| Малайзія                 | NTV7, Fox                                  |
| Маврикій                 | Mauritius Broadcasting Corporation         |
| Мексика                  | Fox                                        |
| Молдова                  | Jurnal TV                                  |
| Нідерланди               | RTL 5                                      |
| Німеччина                | VOX                                        |
| Нова Зеландія            | TV3                                        |
| Норвегія                 | TV2                                        |
| Панама                   | Fox, TV Max                                |
| Парагвай                 | Fox                                        |
| ПАР                      | M-Net                                      |
| Перу                     | Fox                                        |
| Польща                   | Canal+ Poland, FOX Life, TVP Seriale, TVP2 |
| Португалія               | FOX, Televisão Independente                |
| Південна Корея           | Fox Korea                                  |
| Румунія                  | Pro TV                                     |
| Росія                    | Первый канал, TV3                          |
| Сальвадор                | Fox Broadcasting Company                   |
| Сербія                   | TV Avala, FOX                              |
| Сінгапур                 | Starhub Channel 505 — Fox Channel          |
| Словаччина               | TV JOJ                                     |
| Словенія                 | TV 3                                       |
| Сполучені штати Америки  | Fox                                        |
| Тайвань                  | Public Television Service                  |
| Таїланд                  | True Series, Fox Thailand                  |
| Туреччина                | Foxlife, Fox Crime, TV2                    |
| Україна                  | 1+1                                        |
| Угорщина                 | RTL Klub, Cool TV                          |
| Уругвай                  | Monte Carlo TV                             |
| Фінляндія                | MTV3                                       |
| Філіппіни                | Fox, Jack TV                               |
| Франція                  | M6, Paris Première, W9                     |
| Хорватія                 | HRT2                                       |
| Чилі                     | Fox, MEGA                                  |
| Чехія                    | TV Prima                                   |
| Швеція                   | TV4                                        |
| Швейцарія                | RSI La 1, 3+, TSR 1                        |
| Японія                   | Fox, TV Tokyo                              |

## DVD і Blu-ray диски
Перший та другий сезони вийшли на DVD в 1, 2 і 4 регіонах. Крім цього, перший сезон вийшов на Blu-Ray. DVD-диски включають видалені сцени і закадрові зйомки. Третій і завершальний сезон вийшов на DVD 4 жовтня 2011 року в 1 та 4 регіонах.
| Сезон | Дата релізу на DVD | Дата релізу на DVD | Дата релізу на DVD | Дата релізу на Blu-ray | Дата релізу на Blu-ray | Дата релізу на Blu-ray | Дата релізу на Blu-ray |
| Сезон | Дата релізу на DVD | Дата релізу на DVD | Дата релізу на DVD | Регіон A               | Регіон A               | Регіон Б               | Регіон Б               |
| Сезон | 1 Регіон           | 2 Регіон           | 4 Регіон           | США                    | Канада                 | Велика Британія        | Австралія              |
| ----- | ------------------ | ------------------ | ------------------ | ---------------------- | ---------------------- | ---------------------- | ---------------------- |
| 1     | 25 серпня 2009     | 14 вересня 2009    | 28 жовтня 2009     | 25 серпня 2009         | 25 серпня 2009         | немає                  | 5 грудня 2012          |
| 2     | 9 листопада 2010   | 3 січня 2011       | 1 грудня 2010      | немає                  | немає                  | немає                  | немає                  |
| 3     | 4 жовтня 2011      | немає              | 2 листопада 2011   | немає                  | немає                  | Скасовано              | Скасовано              |

## Серіал в Україні
16 листопада 2009 року о 22:22 на каналі «1+1» відбулася прем'єра першого сезону серіалу. Серіал транслювався з понеділка по четвер. Серіал було дубльовано, проте у четвертій серії з технічних причин було використано двоголосе закадрове озвучування.
8 грудня 2009 року на телеканалі «1+1» відбувся прем'єрний показ другого сезону. Прем'єра другого сезону на телеканалі Fox відбулася восени цього ж року, і показ серіалу ще не був завершеним. Таким чином, українські глядачі побачили продовження серіалу практично одночасно з американськими і російськими глядачами. Другий сезон було озвучено закадрово в два голоси (Андрій Бурлуцький та Катерина Сергеєва), бо до відділу адаптації «1+1» надійшов серіал без інтерверсії. Проте, 30 листопада 2010 року телеканал 1+1 запустив другий сезон наново, але вже з дубльованим перекладом, як у першому сезоні.
Останній сезон «Теорії брехні» транслювався з понеділка по четвер на каналі «1+1». Перша серія третього сезону вийшла в ефір 21 січня 2013 року о 23:35. Дві останні серії серіалу вийшли 7 лютого о 23:30.
З 2 жовтня 2023 року о 22:00 серіал транслюється на каналі «УНІАН» по дві серії, а з 23 жовтня транслюється о 21:00.

### Над україномовною версією серіалу працювали
Редактор — Світлана Бережна
Креативний продюсер — Сергій Могилевський
Переклад  — Олени Любенко
Озвучували:
Для озвучування ролі доктора Кела Лайтмана без проб затвердили артиста розмовного жанру Національної філармонії України та викладача сценічного мовлення в Київському національному університеті імені Карпенка-Карого Андрія Бурлуцького. Його напарниці Джилліан Фостер тембр голосу подарувала Катерина Сергеєва. Аудіопортрети їхніх помічників дісталися Дмитру Завадському та Юлії Перенчук. Усі четверо — штатні актори відділу адаптації й дубляжу «Студії „1+1“». Для самого пана Бурлуцького провідна роль була першою, але загалом перелік фільмів, над озвучуванням та дубляжем яких він працював протягом шести років, давно вийшов за межі тисячі.
- Голос за кадром — Дмитро Завадський
- В епізодах: Анатолій Зіновенко, Олег Лепенець, Андрій Твердак та інші. Загалом для серіалу було залучено 16 акторів.